# Luis Aranha
Pour les articles homonymes, voir Aranha.
Luís Aranha né le 17 mai 1901 à São Paulo et mort le 29 juin 1987 à Rio de Janeiro, est un poète brésilien précoce à la carrière fulgurante. 

## Biographie
Il commence à publier en 1922 et cessera toute activité littéraire après 1924 pour faire des études de Droit avant de commencer une carrière diplomatique, entre autres en tant qu’ambassadeur du Brésil au Vatican.
Il est salué immédiatement par Sérgio Milliet, qui le commente et le traduit occasionnellement en français, dès 1923, et par Mário de Andrade, dès 1925. Il participe à la fameuse Semaine d’Art Moderne de février 1922 au Théâtre Municipal de São Paulo, cession inaugurale de la modernité brésilienne. Présent aussi lors de la réception de Blaise Cendrars (Aranha est un des dédicataires de ses Feuilles de route). Il publie quelques poèmes, uniquement en revue, durant cette courte période d’activité littéraire, notamment dans l’emblématique Klaxon, premier organe du Modernisme de São Paulo (équivalent brésilien des avant-gardes européennes historiques). 
Poète audacieux, volontiers provocateur et hyperbolique, ce qui l’inscrit dans l’histoire d’autres jeunesses tumultueuses de poètes européens qui ont aussi eux-mêmes cessé toute activité poétique, pour des raisons tragiques le plus souvent. Luis Aranha, lui, s’efface simplement, sans pour autant être oublié par ses amis. Mário de Andrade consacrera en 1932 une longue étude du "cas Luis Aranha", essai resté fameux. 
Il fut redécouvert dans les années 1960 et 1970, notamment par des poètes liés au mouvement concrétiste, mais il a fallu attendre 1984 pour que ses poèmes soient rassemblés en volume, au Brésil, par le poète Nelson Ascher et le critique Rui Moreira Leite, sous le titre Cocktails.

## Publications originales en revue
- "O aeroplano", Klaxon, mensario de arte moderna (São Paulo), no 2, 15 juin 1922.
- "Paulicéia desvairada", Klaxon, no 4, 15 août 1922.
- "Crepusculo", Klaxon, no 6, 15 octobre 1922.
- "Projetos", Klaxon, no 8-9, décembre 1922 - janvier 1923.
- "O vento", Revista do Brasil (São Paulo), vol.XXV, no 98, février 1924.

## Edition complète en volume
- Cocktails : poemas, éd. de Nelson Ascher et Rui Moreira Leite, couv. de l'auteur, São Paulo, Editora Brasiliense, 1984.

## Traductions
- "Crépuscule", trad. française de Sérgio Milliet dans "La poésie moderne au Brésil", Revue de l'Amérique latine (Paris), vol.VI, no 24, 1er décembre 1923.
- Cocktails (Poèmes choisis), suivi d'une étude par Mario de Andrade, choix, traduction française, présentation et notes par Antoine Chareyre, Toulon, Éditions de la Nerthe, "Collection Classique", 2010, 117 p. [bibliographie en fin de volume].
- Cocktails, éd. bilingue complète, traduction espagnole et notes par Marie-Christine del Castillo, préface de Juan Manuel Bonet, couv. de l'auteur, Séville, La Isla de Siltola, coll. "Urbi et orbi", 2012, 224 p.